# Don (flod i England)
 For alternative betydninger, se Don (flertydig). (Se også artikler, som begynder med Don)
Don (også kaldet Dun på enkelte strækninger) er en flod i South Yorkshire i England. Den er en biflod til Ouse og er 112 km lang.
Don har sit udspring i Penninene og løber mod øst gennem Dondalen, via byene Penistone, Sheffield, Rotherham, Mexborough, Conisbrough, Doncaster og Stainforth. Den mundede oprindelig ud i floden Trent, men blev i 1600-tallet kanaliseret og ledt længere mod nord, og munder nu ud i floden Ouse ved Goole i Yorkshire.
Dons vigtigste bifloder er Loxley, Rivelin, Sheaf, Rother og Dearne.
Regionens industrielle natur har medført alvorlige forureningsproblemer for floden. Dog er disse problemer aftaget de seneste år, og der er rapporteret fangst af laks i floden ved Doncaster.
Navnet Don er afledt fra Danu (eller Dôn), en keltisk gudinde.
53°31′08″N 1°45′43″V / 53.519°N 1.762°V